# UMkhanyakude
uMkhanyakude (auch Umkhanyakude, englisch Umkhanyakude District Municipality) ist ein Distrikt innerhalb der südafrikanischen Provinz KwaZulu-Natal. Der Sitz der Distriktverwaltung befindet sich in Mkuze.
UMkhanyakude ist ein isiZulu-Wort mit der Bedeutung „weithin leuchtend.“ Der Distrikt wurde nach dem Umkhanyakudebaum (Gelbrinden-Akazie) benannt, der dort heimisch ist. Diese Bäume wachsen sehr hoch und können durch ihre helle Farbe von sehr weit gesehen werden.

## Lage
Der Distrikt liegt im Nordosten der Provinz KwaZulu-Natal und grenzt mit seinen nördlichen Arealen an die Nachbarstaaten Eswatini und Mosambik. Am östlichen Rand erstreckt sich die Küste zum Indischen Ozean. Im Westen schließen sich der Distrikt Zululand und im Süden King Cetshwayo an.

## Gliederung
Die Distriktgemeinde wird von folgenden Lokalgemeinden gebildet:
- Big Five Hlabisa
- Jozini
- Mtubatuba
- uMhlabuyalingana

Im Jahr 2016 wurden die Gemeinden The Big Five False Bay und Hlabisa zur Gemeinde Big Five Hlabisa zusammengelegt.

## Demografie
Nach der Volkszählung von 2011 hatte der Distrikt 625.846 Einwohner in 128.195 Haushalten auf einem Gebiet von 13.855,35 Quadratkilometern. Davon waren 98,77 % schwarz, 0,67 % weiß, 0,22 % Indischstämmige und 0,18 % Coloureds.